# NGC 1561
NGC 1561 é uma galáxia elíptica (E-S0) localizada na direcção da constelação de Eridanus. Possui uma declinação de -15° 50' 43" e uma ascensão recta de 4 horas, 23 minutos e 01,0 segundos.
A galáxia NGC 1561 foi descoberta em 1886 por Frank Leavenworth.